# Kafr Sanadid
Kafr Sanadid – miejscowość w Egipcie, w muhafazie Al-Minufijja, w dystrykcie Tala. W 2006 roku liczyła 4029 mieszkańców.